# Richard Marx (альбом)
Richard Marx — дебютный студийный альбом американского певца и автора песен Ричарда Маркса, выпущен в июне 1987 года. Четыре песни с этого дебютного альбома попали в тройку лучших песен американского чарта Billboard Hot 100. Маркс стал первым сольным исполнителем — мужчиной, добившимся такого результата, и вторым исполнителем вообще (первой была Уитни Хьюстон). Первый сингл с этого альбома, «Don’t Mean Nothing», 4 июля того же года занял первую строчку чарта Billboard Hot Mainstream Rock Tracks.

## Об альбоме
Маркс начинал свою музыкальную карьеру в Лос-Анджелесе в качестве бэк-вокалиста и автора песен для других исполнителей. Он собирался стать сольным исполнителем, и берёг свои лучшие песни для себя. Так, «Should’ve Known Better» была написана за три года до выхода альбома. Заключив в начале 1986 года контракт со студией Manhattan Records, Маркс отложил все остальные дела, и занялся своим дебютным альбомом. У Маркса были хорошие отношения с этой студией, и с записью треков для альбома никаких проблем не было: Марксу просто заявили, что он может принести на студию свой материал.
Одним из продюсеров альбома выступил Дэвид Коул, спродюсировавший до этого альбом Боба Сигера Like a Rock, о звучании которого Маркс хорошо отозвался.
Не ошибся Маркс и с выбором музыкантов для записи альбома: гитарист Джо Уолш из Eagles принял участие в записи трека «Don’t Mean Nothing». Два других участника Eagles, Рэнди Майснер и Тимоти Б. Шмит, исполнили бэк-вокальные партии для этого же трека. Впоследствии, в 1988 году, Маркс был номинирован с этой песней на премию «Грэмми» за лучшее сольное вокальное рок-исполнение.
Маркс лично написал слова для всех песен альбома, за исключением  «Lonely Heart» и «Remember Manhattan», тексты которых были сочинены Фи Уэйбиллом из The Tubes. Соавторами музыки некоторых треков стали Брюс Гейтч, Джим Ланг и Майкл Омэршиен. Альбом Ричард Маркс посвятил своим родителям, Рут и Дику Марксам.
С альбома было выпущено пять синглов, каждый из которых показал неплохие результаты в чартах. В клипе на песню «Don’t Mean Nothing», помимо самого Маркса, снялись будущая жена Маркса Синтия Родес, актёр Джоржд Бейли и соавтор Маркса по двум песням из альбома Фи Уэйбилл. В США альбом поднялся на восьмую строчку альбомного чарта, всего провёл в чарте 86 недель, стал трижды платиновым.
Альбом получил хороший отзыв от редактора Allmusic Стивена Томаса Эрлевайна, который заявил, что Маркс создал «отличный поп-рок альбом, наполненный радиодружественными треками, в связи с чем вовсе неудивительно, что альбом стал таким успешным».

## Список композиций
Слова и музыка всех песен — Ричарда Маркса, за исключением указанных.
| №   | Название                 | Автор(ы)              | Длительность |
| --- | ------------------------ | --------------------- | ------------ |
| 1.  | «Should’ve Known Better» |                       | 4:07         |
| 2.  | «Don’t Mean Nothing»     | Маркс, Брюс Гейтч     | 4:38         |
| 3.  | «Endless Summer Nights»  |                       | 4:27         |
| 4.  | «Lonely Heart»           | Маркс, Фи Уэйбилл     | 3:48         |
| 5.  | «Hold On to the Nights»  |                       | 5:07         |
| 6.  | «Have Mercy»             |                       | 4:29         |
| 7.  | «Remember Manhattan»     | Маркс, Уэйбилл        | 4:14         |
| 8.  | «The Flame Of Love»      | Маркс, Джим Ланг      | 3:34         |
| 9.  | «Rhythm Of Life»         | Маркс, Майкл Омэршиен | 4:40         |
| 10. | «Heaven Only Knows»      |                       | 5:35         |

## Синглы
- Ниже перечислены синглы с альбома Richard Marx и их лучшие показатели в чартах.

| 1987 | «Don’t Mean Nothing»     | 3 | 1  | —  | —  |
| 1987 | «Should’ve Known Better» | 3 | 7  | 20 | 50 |
| 1988 | «Endless Summer Nights»  | 2 | —  | 2  | 50 |
| 1988 | «Hold On to the Nights»  | 1 | —  | 3  | —  |
| 1988 | «Have Mercy»             | — | 17 | —  | —  |

| Год  | Чарт            | Позиция |
| ---- | --------------- | ------- |
| 1988 | Billboard 200   | 8       |
| 1988 | UK Albums Chart | 68      |

| Страна     | Сертификация  | Продажи     |
| ---------- | ------------- | ----------- |
| США (RIAA) | 3× Платиновый | 3,000,000 + |